# Article 42 de la Constitution de la Cinquième République française
Article 41 Article 43
L'article 42 de la Constitution de la Cinquième République française indique sur quel texte porte dans une assemblée parlementaire la discussion d'un projet de loi ou d'un texte déjà voté par l'autre assemblée. Il ne s'agit pas d'un point secondaire, mais d'une évolution importante par rapport à la pratique antérieure : la discussion du texte du Gouvernement en séance publique donne à celui-ci un poids accru par rapport à la commission.
La loi constitutionnelle du 23 juillet 2008 modifie profondément cette procédure pour se rapprocher de la procédure antérieure.

## Ancien texte
« La discussion des projets de loi porte, devant la première assemblée saisie, sur le texte présenté par le Gouvernement.

Une assemblée saisie d'un texte voté par l'autre assemblée délibère sur le texte qui lui est transmis. »
— Article 42 de la Constitution du 4 octobre 1958

## Texte en vigueur depuis le1ermars 2009
« La discussion des projets et des propositions de loi porte, en séance, sur le texte adopté par la commission saisie en application de l’article 43 ou, à défaut, sur le texte dont l’assemblée a été saisie.

Toutefois, la discussion en séance des projets de révision constitutionnelle, des projets de loi de finances et des projets de loi de financement de la sécurité sociale porte, en première lecture devant la première assemblée saisie, sur le texte présenté par le Gouvernement et, pour les autres lectures, sur le texte transmis par l’autre assemblée.

La discussion en séance, en première lecture, d’un projet ou d’une proposition de loi ne peut intervenir, devant la première assemblée saisie, qu’à l’expiration d’un délai de six semaines après son dépôt. Elle ne peut intervenir, devant la seconde assemblée saisie, qu’à l’expiration d’un délai de quatre semaines à compter de sa transmission.

L’alinéa précédent ne s’applique pas si la procédure accélérée a été engagée dans les conditions prévues à l’article 45. Il ne s’applique pas non plus aux projets de loi de finances, aux projets de loi de financement de la sécurité sociale et aux projets relatifs aux états de crise. »
— Article 42 de la Constitution du 4 octobre 1958
L'évolution porte en particulier sur :
- la discussion en séance publique du texte proposé par la commission et non du texte d'origine déposé par le gouvernement. Cela signifie que les amendements déjà discutés en commission ne feront pas l'objet d'un nouvel examen en séance publique. Le Gouvernement devra donc déposer et faire adopter ses propres amendements pour revenir sur des dispositions adoptées en commission, alors qu'il peut actuellement se contenter de s'opposer à l'adoption de ces dispositions lors de la séance publique ;
- le rôle des commissions qui est revalorisé puisque c'est le texte qu'elle examine qui, désormais, fait l'objet de la discussion ; le ministre doit donc « se battre » en séance publique s'il souhaite que l'assemblée revienne au texte du gouvernement ;
- l'instauration de délais avant l'examen d'un texte en séance publique, afin de donner plus de temps aux commissions pour les examiner.